# Josef Kirman
Josef Kirman (ur. w 1896 w Warszawie, zm. w 1943 w Poniatowej) – polsko-żydowski poeta tworzący w języku jidysz.

## Życiorys
Był robotnikiem. Jako poeta zaczął tworzyć w latach 30. XX wieku. Po wybuchu II wojny światowej trafił do getta warszawskiego, gdzie współpracował z prasą podziemną publikując wiele swoich utworów. Swoje wiersze przekazał również do podziemnego archiwum getta warszawskiego tworzonego przez grupę Oneg Szabat (w archiwum getta zachowały się dwa jego wiersze; Oczy pozostają otwarte i Po blokadzie. Kronika). W getcie uczestniczył w organizowaniu pomocy dla środowisk twórczych i współpracował z Żydowską Organizacją Kulturalną. Kirman otoczył także wsparciem i opieką poetę Izraela Szterna. W trakcie wielkiej akcji deportacyjnej w getcie warszawskim z lata 1942 roku, Kirman trafił na Umschlagplatz, skąd jednak udało się go wyprowadzić. Został zamordowany w obozie w Poniatowej w październiku 1943 w czasie likwidacji obozu. 
Josef Kirman wraz z Symchą Bunemem Szajewiczem, Icchakiem Kacenelsonem, Władysławem Szlengelem i Abrahamem Suckewerem został wymieniony w wierszu Jacka Podsiadły pt. Słup ze słów.